# 吳惺
吳惺，字仲敬，浙江绍兴府餘姚縣人，明朝政治人物。

## 生平
嘉靖四年乙酉科舉人，五年（1526年）联捷丙戌科三甲147名進士，授吉水县知县，嘉靖十八年任襄阳府知府，十九年调任承天府，历任辽东苑马寺卿、湖廣按察使、山西承宣布政使司左布政使。三十五年正月考察以才力不及去职。